# イースタン・アンド・オリエンタル・ホテル

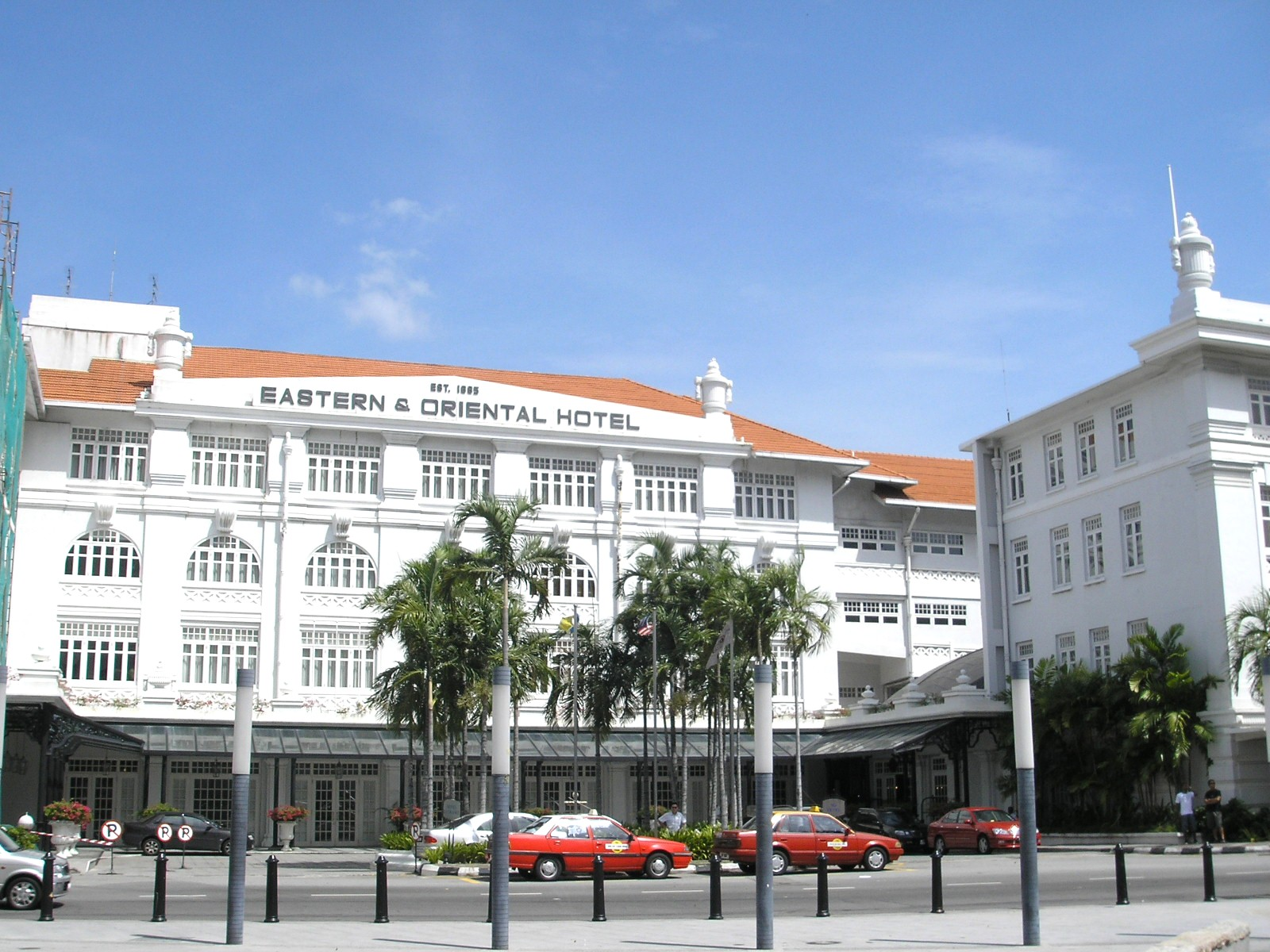
ペナン島にあるイースタン・アンド・オリエンタル・ホテル

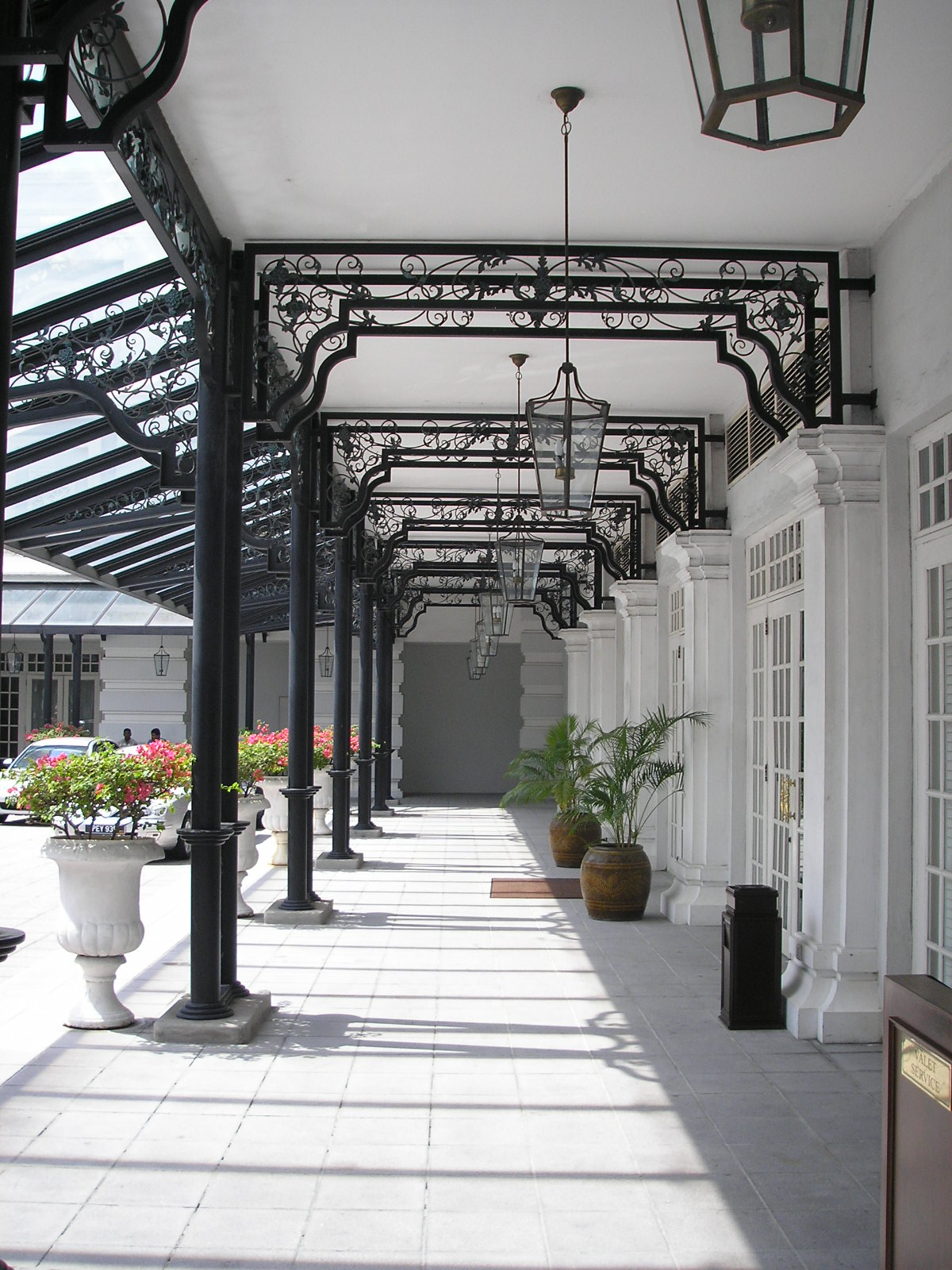
イースタン・アンド・オリエンタル・ホテル

イースタン・アンド・オリエンタル・ホテル (Eastern and Oriental Hotel一般的には E. & O. として知られる)は、マレーシアのペナン島にあるコロニアル様式のホテルで、サーキーズ兄弟によって1885年に設立された。ファークアー通り10番地という海岸通りに面した同ホテルは、豪華な宿泊施設とレストランで知られている。

## 歴史
イースタン・ホテルは、アルメニア人のサーキーズ兄弟によって1884年に設立された。それから1年たたない1885年に同じくサーキーズ兄弟が創業したオリエンタル・ホテルは、人気が出てお客が殺到、おおいに繁盛したため、両ホテルは1889年に合併してイースタン・アンド・オリエンタル・ホテルとなった。ブランド展開の成功により、サーキーズ兄弟は1887年にシンガポールでラッフルズ・ホテルを、1901年にはミャンマーのヤンゴンでザ・ストランドを、姉妹ホテルとしてそれぞれ創業するに至った。サーキーズ兄弟の運営の下、イースタン・アンド・オリエンタル・ホテルは何度も主要な拡張工事を行い、1929年に現在の同ホテルの複合施設として完成した。
第二次世界大戦後、ホテルが競合している状態への適応に失敗し、数十年にわたる低迷期を経験した。1996年に経営陣によって、ホテルの主要部分の復元のための一時休業が決定された。後にヘリテージ・ウィングとして知られるようになる、ホテルのフロント・ウイング部分は復元作業が施される一方で、ホテルの東端であるニュー・ウィングを含めたホテルの残りの部分は建物内を一新されるか、あるいはホテルの古い建築デザインの様式に基づいて完全に復元された。敷地を占領していた1884年当時の建物の面影は、ホテルのセントラル・ウイングのために完全に撤去され、真正ではない鋳鉄製のフレームを有するベランダというラッフルズ・ホテルの形式に似た特徴的な姿となっている。
E & Oグループという新しい所有者の下、同ホテルは2001年に営業を再開した。

## 著名な訪問者・ゲスト
同ホテルの著名な訪問者、ゲストは次の通りである。
- ノエル・カワード
- ダグラス・フェアバンクス
- ヘルマン・ヘッセ
- ラドヤード・キップリング
- サマセット・モーム
- 孫文
- チャールズ・チャップリン
- ハサナル・ボルキア
- リー・クアンユー
- カール・マイ

## Literature
- William Warren, Jill Gocher (2007). Asia's legendary hotels: the romance of travel. Singapore: Periplus Editions. ISBN 978-0-7946-0174-4